# Kronören
Kronören är en låg och flack halvö som ligger precis där Höga kustens klippiga och kuperade landskap möter Kvarkens flacka kustlinje. Kontrasten mellan Höga kusten och Kvarken skapar en unik natur. Från Långroudden kan man se hur landskapet och kusten reser sig i söder och planar ut i norr. Här finns både klapperstensfält och kalspolade klippor med tydliga spår från inlandsisens frammarsch.
Här ligger naturreservatet Kronören-Drivören, en örik skärgård med mycket växlande natur. Längst ut i arkipelagen är skären helt kala medan öarna närmare fastlandet är skogbevuxna. Området har en intressant flora med förekomst av t. ex. strandveronika, fjällnejlika, havsnajas, dvärgsäv och hårnating. Havtorn förekommer allmänt. Mest känt är dock Kronören för Sveriges idag enda kända växtplats för ishavshästsvans (Hippuris tetraphylla).
Längst ut på Kronörenhalvön ligger Långroudden. Platsen är populär bland fågelskådare under vår- och höstflyttningen eftersom det utskjutna läget ger en god vy över passerande sträck. Det flacka landskapet med talrika vikar och invatten medför också att art- och individrikedomen bland strand- och vattenlevande fåglar är stor. Kronören är dessutom hem för älg, ren, rådjur, kron- och dovhjort samt havsörn.